# دانيال وليمز (سياسي)
دانيال وليمز  هو محامي وسياسي غرينادي، ولد في 4 نوفمبر 1935 في أبرشية القديس ديفيد. نشط حزبياً في New National Party (Grenada) ‏. وقد انتخب حاكم غرينادا العام (8 أغسطس 1996 – 27 نوفمبر 2008) وانتخب حاكم غرينادا العام (8 أغسطس 1996 – 27 نوفمبر 2008).